# Конституция Доминиканской Республики
Конституция Доминиканской Республики является основным законом страны, определяющим ее государственное устройство, права и обязанности граждан, полномочия органов государственной власти и принципы функционирования общества. Она была принята в 1844 году после обретения страной независимости от Гаити и с тех пор неоднократно пересматривалась и изменялась. Вся информация взята с сайта worldconstitutions.

## Основные положения Конституции Доминиканской Республики:[1]
Форма правления: Республика с президентской формой правления. Президент является главой государства и правительства одновременно.
Разделение властей: Конституция предусматривает разделение властей на законодательную, исполнительную и судебную ветви. Законодательная власть принадлежит Национальному конгрессу, состоящему из Сената и Палаты депутатов. Исполнительная власть осуществляется президентом и правительством. Судебная власть независима и представлена Верховным судом и другими судами.
Права и свободы граждан: Конституция гарантирует гражданам широкий спектр прав и свобод, включая право на жизнь, свободу слова, свободу вероисповедания, право на частную собственность и др. Она также запрещает дискриминацию по признаку расы, пола, религии и социального происхождения.
Экономическая система: Конституция закрепляет смешанную экономическую систему, сочетающую элементы рыночной экономики и государственного регулирования. Государство играет активную роль в экономике, поддерживая развитие инфраструктуры, образования и здравоохранения.
Образование и культура: Конституция подчеркивает важность образования и культуры для развития нации. Государство обязано обеспечивать доступность качественного образования для всех граждан и поддерживать культурное наследие страны.
Экологическая политика: Конституция содержит положения, направленные на охрану окружающей среды и рациональное использование природных ресурсов. Государство обязуется защищать экологические интересы населения и предотвращать загрязнение окружающей среды.
Международные отношения: Конституция определяет внешнюю политику страны, направленную на поддержание мира, сотрудничества и взаимовыгодных отношений с другими государствами.
История изменений Конституции:
За время своего существования Конституция Доминиканской Республики претерпела множество изменений. Наиболее значимые изменения были внесены в 1966, 1994 и 2010 годах. Последние поправки, принятые в 2010 году, расширили права и свободы граждан, укрепили независимость судебной власти и ввели новые нормы, касающиеся защиты окружающей среды и прав человека.

## Важность Конституции
Конституция является основой правовой системы Доминиканской Республики и играет ключевую роль в обеспечении стабильности и правопорядка в стране. Она устанавливает правила игры для всех участников политической и социальной жизни,